# Coenosia facilis
Coenosia facilis este o specie de muște din genul Coenosia, familia Muscidae, descrisă de Huckett în anul 1965.
Este endemică în Northwest Territories. Conform Catalogue of Life specia Coenosia facilis nu are subspecii cunoscute.